# Emanoil Ionescu

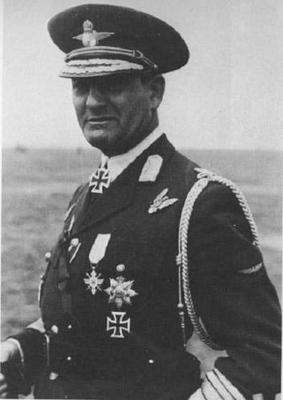
Emanoil Ionescu

Emanoil Ionescu (* 17. März 1893; † 13. Juli 1949) war ein rumänischer Luftwaffengeneral. Während des Zweiten Weltkriegs kommandierte er zwischen September 1943 und März 1945 das Fliegerkorps I, zudem wurde ihm am 10. Mai 1944 das Ritterkreuz des Eisernen Kreuzes verliehen.

## Leben
Am 1. Juni 1915 wurde er zur Offiziersausbildung zugelassen, am 11. Juli 1918 erhielt er seine Pilotenlizenz. In einer Sopwith 1½ Strutter flog er zwischen April und Juni 1919 im Zuge des Ungarisch-Rumänischen Krieges Feind- und Aufklärungsflüge.
Im April 1920 avancierte er zum Hauptmann und Staffelkapitän, im April 1937 wurde er Geschwaderkommodore.
Zum Kriegseintritt Rumäniens 1941 übernahm er das Kommando über die Fliegerkräfte der Armata a 4-a Română, hatte in den ersten beiden Jahren des Krieges an der Front aber vor allem Verwendungen in Einheiten zur Ausbildung von Piloten. 
Im September 1943 übernahm er das Kommando über das Fliegerkorps I, das einzige relevante rumänische Fliegerkorps an der Ostfront. 
Da seine Einheiten nach dem Königlichen Staatsstreich am 23. August 1944 auch an der Seite sowjetischer Einheiten eingesetzt wurden, erlangte er deren Respekt. Er ist womöglich der einzige Ritterkreuzträger, der später auch den Suworow-Orden erhielt. Am 6. März 1945 wurde er auf eine politische Funktion in Bukarest versetzt, nahm aber bereits 1947 seinen Abschied aus der Armee, da er mit der Nachkriegspolitik Rumäniens nicht zufrieden war.
Er starb 1949 angeblich an einem Herzversagen. 
Sein Grab befindet sich nahe des Grabes von Aurel Vlaicu.
Der Militärflugplatz Câmpia Turzii trägt ehrenhalber seinen Namen.

## Auszeichnungen
- Flieger-Tapferkeits-Orden, Goldenes Kreuz, Ritter
- Ritterkreuz des Eisernen Kreuzes[3]
- Militärorden Michael der Tapfere III. Klasse
- Suworow-Orden I. Klasse